# Fawru
Fawru (tiếng Ả Rập: فورة) là một ngôi làng ở Syria nằm trong phó huyện của huyện al-Suqaylabiyah ở tỉnh Hama. Theo Cục Thống kê Trung ương Syria (CBS), Fawru có dân số là 475 trong cuộc điều tra dân số năm 2004. Cư dân của nó chủ yếu là Alawites.